# Бенеккен, Саша
Саша Бенеккен (нем. Sascha Benecken, 14 февраля 1990 в Зуле) — немецкий саночник, музыкант и автор. Двукратный призёр Олимпийских игра, 11-кратный чемпион мира, пятикратный чемпион Европы, многократный призёр мировых и европейских чемпионатов по санному спорту. Четырёхкратный обладатель Кубка мира.

## Ранние годы
Отец Саши и брат отца были членами национальной команды юниоров ГДР по скандинавскому двоеборью. Ещё в детском саду Саша принимает участие в спорт-группе, после которой он уходит в гандбол, а в 1999 году после отбора на занятиях по спорту переходит на гоночные сани.
С 1996 по 2009 Саша Бенекен посещает школу, а в феврале 2003 переходит в Спортивную гимназию города Оберхофа с проживанием в интернате. В июне 2009 он получает аттестат зрелости и поступает в училище Федеральной полиции со спортивным уклоном Бад Эндорф, в котором он учится до сих пор на мастера полиции на факультете полицейской службы.

## Спортивная карьера

### Начало
С 1999 года Саша Бенекен является членом команды санного спорта города Зуля. С детства Саша проходит путь от общей спортгруппы до спецгруппы Спортклуба. В то время он три раза в неделю после школы занимается лёгкой атлетикой и дополнительно к этому круглый год ездой на спортивных санях.
В 2003 году Саша Бенекен делегирован в Спортивную гимназию в качестве члена экипажа, сидящего сзади (Гутберлет/ Бенекен) и расстаётся со своими постоянными тренерами Тайзингер, Грэфнер и Лёш, чтобы дальше тренироваться в Спортивной гимназии. В последующие годы его тренируют Леманн, Мюнхмайер, Фрилингхаус и тренер национальной команды юниоров Виттер. За время своей спортивной активности Саша занимается ездой на санях как в одиночку, так и с напарником.

### Юниор
Осенью 2005 года Саша Бенекен выполняет квалификационную норму по одиночной дисциплине для всех трёх Кубков мира юниоров, которые он все выигрывает. С этого времени он выходит на старт только в одиночку. Несмотря на то, что он допущен к соревнованиям как член молодёжной группы категории А, он выполняет квалификационную норму для участия в Кубке мира юниоров и своей первой победой на Мировом кубке юниоров делает прыжок к участию в чемпионате мира среди юниоров в Чезане, на котором он занимает 6-е место.
Саша Бенекен становится членом национальной команды юниоров и в 2008 году выигрывает общий зачёт Кубка мира юниоров и занимает 6-е место на чемпионате мира среди юниоров в Лэйк Плэсиде. В 2009 году он становится вторым чемпионом мира и вторым в общем зачёте Кубка мира. 31 января 2010 он выигрывает бронзу в Инсбруке-Иглз на своём четвёртом и последнем чемпионате мира среди юниоров и становится кандидатом группы Б национальной команды Германии по катанию на гоночных санях.

### Общий класс и дебют на Кубке мира
Немецкая команда тренеров под руководством Норберта Лоха решают вместе с Тони Эггерт и Сашей Бенекен, что они выйдут на старт в паре, начиная с сезона 2010/2011. В их первом старте на Кубке мира 27 ноября 2010 года этот дуэт занимает шестое место. На кубке мира у себя дома в Оберхофе они впервые занимают место на пьедестале победителей. В общем зачёте Кубка мира сезона 2010/2011 они занимают 4-е место. На своём первом чемпионате мира в 2011 году они занимают 10-е место.
На Кубке мира в Инсбруке (сезон 2011/2012) они занимают 5-е место, в Уистлере 4-е и 3-е в Калгари. В новом году в Кёнигсзее они занимают 3-е место и затем впервые выигрывают Кубок мира в Оберхофе. На последующих гонках, в частности, в Санкт-Морице они становятся вторыми после Лингер/Лингер. А в общем зачёте кубков мира 2011/2012 они выигрывают бронзовую медаль.
На чемпионате мира в Альтенберге в районе Рудных гор оба вице-чемпиона мира и в командном зачёте вместе с Феликсом Лохом и Татьяной Хюфнер становятся чемпионами мира.
На чемпионате Европы в 2013 году в своём родном Оберхофе Эггерт/Бенекен выигрывают как в паре, так и в команде. На чемпионате мира в 2013 году в Уистлере они были вторыми после Вендль/Арлт.

## Творчество
В возрасте 4 лет Саша Бенекен уже играл на блокфлейте, хотя это увлечение не стало долговременным. В возрасте 13 лет он сам учится играть на гитаре и создаёт ансамбль «Ункреатив».
В последующие годы вместе с друзьями из ансамбля «Плексик» проходят первые выходы на сцену с песнями собственного сочинения. В феврале 2007 ему предоставляется возможность записать на студии звукозаписи пару песен, которые позже войдут в его небольшой альбом из пяти песен. Летом 2007 года он принимает участие в тюрингском конкурсе музыкальных ансамблей, на котором его группа занимает четвёртое место.
Летом 2007 года Саша Бенекен вместе со своим ансамблем участвует в конкурсе на официальный титульный трек чемпионата мира по катанию на санях 2008 года в Оберхофе. Он использует для этого мелодию, написанную им самим для другой песни, переделывает текст вместе с одним из членов ансамбля и записывает на студии звукозаписи. Из ещё пяти других конкурсантов этот трек становится победителем.
В конце лета 2008 песня «Адреналин» становится официальным титульным треком, записывается на студии в городе Фридрихрода и выпускается продюсером Эриком Яйтнером. За этим следует выпуск музыкального клипа. В феврале 2008 года трек «Адреналин» занимает в немецком музыкальном хит-параде 36-е место. Это стало кульминацией и в то же время завершением проекта «Плексик», пути членов ансамбля
расходятся.

## Общественная деятельность
Летом 2007 года Саша Бенекен выступает с ансамблем на бенефисе, вся выручка от которого переводится на нужды клиники для тяжело больных детей в Средней Германии.
С 2010 года он вместе с напарником Тони Эггертом становится опекуном организации «Белое кольцо» и поддерживает кампанию «Спортсмены подают пример».
Саша Бенекен оказывает также поддержку правлению команды саночников в городе Зуле в области «Маркетинг» и «Контакт — Спортсмены экстра-класса». Как тренер категории С и арбитр он часто принимает участие в спортивных соревнованиях детей
и молодёжи.
Летом 2012 года Саша Бенекен организует волейбольный матч-бенефис в Зуле и играет со своей тренировочной группой (Давид Мёллер, Анди Лангенхан, Людвиг и другие) против команды VfB 91 Зуль для молодёжного контингента.
В 2013 году Саша Бенекен оказывает поддержку общегерманскому мероприятию «Большая звезда спорта», а также школьному конкурсу «Наш лучший девятый класс», который проводила Торгово-промышленная палата Южной Тюрингии.